# Copestylum liriope
Copestylum liriope är en tvåvingeart som först beskrevs av Hull 1949.  Copestylum liriope ingår i släktet Copestylum och familjen blomflugor. Inga underarter finns listade i Catalogue of Life.